# XL Center
Das XL Center ist eine Mehrzweckhalle mit Kongresszentrum in der US-amerikanischen Stadt Hartford im Bundesstaat Connecticut.

## Geschichte
Am 9. Januar 1975 wurde sie als Hartford Civic Center mit einem Konzert von Glen Campbell eröffnet. Nur drei Jahre nach Einweihung musste das Civic Center wieder geschlossen werden. Am 18. Januar 1978, nur wenige Stunden nach einem Basketballspiel, brach das Dach nach massivem Schneefall zusammen, wobei niemand verletzt wurde. Der Grund des Zusammenbruch waren allerdings Konstruktionsmängel die bereits kurz nach der Fertigstellung Auswirkungen gezeigt hatten. Nach dem Wiederaufbau eröffnete das Civic Center zum zweiten Mal am 17. Januar 1980. Ein dem Komplex umgebendes Einkaufszentrum war oft der Grund, weshalb sich Fans über die Teams in Hartford lustig machten. Dieses Shoppingzentrum wurde 2004 abgerissen und durch einige Einzelhandelsgeschäfte sowie eine 36-stöckige Wohnanlage ersetzt.

## XL Center Veterans Memorial Coliseum
Das XL Center Veterans Memorial Coliseum ist die Mehrzweckhalle des zweiteiligen Komplexes und Austragungsort der Heimspiele des AHL-Eishockeyteams Hartford Wolf Pack. Bekannt geworden ist es vor allem als Heimspielstätte der Hartford Whalers (NHL) von 1979 bis 1997.
Neben Eishockey hielten auch Basketball (Austragungsort einiger Heimspiele der Boston Celtics von 1975 bis 1995, University of Connecticut), Arena Football (New England Sea Wolves), sowie Wrestling Einzug. Die Kapazität des Veterans Memorial Coliseum beträgt 14.750 Zuschauer für Eishockey und 15.564 für Basketball. Neben Sportereignissen finden hier auch Konzerte statt.

## Kongresszentrum
Der direkt anschließende Kongresszentrum umfasst rund 9.100 Quadratmeter Ausstellungs- und Konferenz-Flächen.